# Cine Holliúdy
Cine Holliúdy es una comedia cinematográfica brasileña, dirigida por Halder Gomes y protagonizada por Edmilson Filho, Miriam Freeland y Roberto Bomtempo, basada en el cortometraje galardonado Cine Holiúdy O Astista Contra o Caba Mal.
La película fue presentada en el Cine Ceará Festival el 8 de junio de 2012. Fue estrenada para el público general el 9 de agosto de 2013 en Fortaleza y algunas ciudades de la región metropolitana.

## Argumento
La llegada de la televisión a la zona rural de Ceará, en los 70, cuestiona el negocio de los pequeños cines. Pero un héroe llamado Francisgleydisson decide luchar para mantener viva su pasión por el cine.

## Reparto
- Edmilson Filho como Francisgleydisson.
- Miriam Freeland como Maria Das Graças.
- Joel Gomes como Francisgleydisson  hijo.
- Roberto Bomtempo como Olegário Elpídio.
- Angeles Woo como anfitrión de televisión.
- Fiorella Mattheis como "la chica del Sueño".
- Rainer Cadete como Shaolin.
- Karla Karenina como el seguidor de fútbol.
- Marcio Greyck como comprador de coches.
- Jorge Ritchie como sacerdote Mesquita.
- Fernanda Callou como Whelbaneyde.
- Falcão como Isaías.
- Haroldo Guimarães como Ling, Orilaudo Lécio y Munízio.
- João Neto como "el Drunky".